# La Robellaz
La Robellaz est un hameau situé sur le territoire de la commune vaudoise d'Essertines-sur-Yverdon, en Suisse.

## Histoire
Situé sur la rive gauche du Buron, le village est mentionné depuis le XIVe siècle comme domaine appartenant successivement à l'abbaye du lac de Joux, à Othon Ier de Grandson, puis à la chartreuse de La Lance.  Le village est intégré au bailliage d'Yverdon après la conquête bernoise de 1536, mais retrouve son autonomie en 1798 et la conserve partiellement jusqu'en 1871, malgré son rattachement à la commune d'Essertines-sur-Yverdon en 1803.
Depuis les années 1990, le village est protégé par un plan partiel d’affectation de type « hameau » n'autorisant que des transformations de bâtiments existants et des constructions annexes.